# Порт-Муді
Порт-Муді (англ. Port Moody) — місто в Канаді, у провінції Британська Колумбія, у складі регіонального округу Метро-Ванкувер.

## Населення
За даними перепису 2016 року, місто нараховувало 33551 особу, показавши зростання на 1,6%, порівняно з 2011-м роком. Середня густина населення становила 1 295,9 осіб/км².
З офіційних мов обидвома одночасно володіли 2 810 жителів, тільки англійською — 29 950, тільки французькою — 15, а 695 — жодною з них. Усього 9760 осіб вважали рідною мовою не одну з офіційних, з них 5 — одну з корінних мов, а 60 — українську.
Працездатне населення становило 70,8% усього населення, рівень безробіття — 5,2% (5% серед чоловіків та 5,5% серед жінок). 84,8% осіб були найманими працівниками, а 13,9% — самозайнятими.
Середній дохід на особу становив $55 567 (медіана $42 790), при цьому для чоловіків — $68 014, а для жінок $44 176 (медіани — $54 042 та $34 650 відповідно).
25,7% мешканців мали закінчену шкільну освіту, не мали закінченої шкільної освіти — 9,5%, 64,7% мали післяшкільну освіту, з яких 53,9% мали диплом бакалавра, або вищий, 340 осіб мали вчений ступінь.
| Статево-вікова структура населення | Статево-вікова структура населення | Статево-вікова структура населення | Статево-вікова структура населення | Статево-вікова структура населення |
| ---------------------------------- | ---------------------------------- | ---------------------------------- | ---------------------------------- | ---------------------------------- |
|                                    |                                    |                                    |                                    |                                    |
| Всього                             | Всього                             | 48,6%51,4%                         |                                    |                                    |
| 0 — 14 років                       | 0 — 14 років                       |                                    | 18%                                | 18%                                |
| 15 — 64 років                      | 15 — 64 років                      |                                    | 69,8%                              | 69,8%                              |
| 65 і більше                        | 65 і більше                        |                                    | 12,2%                              | 12,2%                              |
| 85 і більше                        | 85 і більше                        |                                    | 1%                                 | 1%                                 |
| Середній вік (років)               | Середній вік (років)               | 38,439,6                           | 39,0                               | 39,0                               |
| Медіана (років)                    | Медіана (років)                    | 40,041,1                           | 40,6                               | 40,6                               |
| — чоловіки — жінки                 |                                    |                                    |                                    |                                    |

| Походження мешканців:     | Походження мешканців:     | Походження мешканців: | Походження мешканців: | Походження мешканців: |
| ------------------------- | ------------------------- | --------------------- | --------------------- | --------------------- |
| Походження                |                           |                       | осіб                  | %                     |
| Корінні американці        | Корінні американці        |                       | 1 060                 | 3.17%                 |
| Інше північноамериканське | Інше північноамериканське |                       | 5 930                 | 17.73%                |
| Європейське               | Європейське               |                       | 22 735                | 67.98%                |
| британське                | британське                |                       | 14 960                | 44.73%                |
| французьке                | французьке                |                       | 2 810                 | 8.4%                  |
| українське                | українське                |                       | 1 975                 | 5.91%                 |
| Латинськоамериканське     | Латинськоамериканське     |                       | 885                   | 2.65%                 |
| Карибське                 | Карибське                 |                       | 265                   | 0.79%                 |
| Африканське               | Африканське               |                       | 455                   | 1.36%                 |
| Азійське                  | Азійське                  |                       | 9 595                 | 28.69%                |
| Океанійське               | Океанійське               |                       | 360                   | 1.08%                 |

| Зайнятість населення за галузями (за класифікацією NOC): | Зайнятість населення за галузями (за класифікацією NOC): | Зайнятість населення за галузями (за класифікацією NOC): | Зайнятість населення за галузями (за класифікацією NOC): | Зайнятість населення за галузями (за класифікацією NOC): |
| -------------------------------------------------------- | -------------------------------------------------------- | -------------------------------------------------------- | -------------------------------------------------------- | -------------------------------------------------------- |
|                                                          |                                                          |                                                          |                                                          |                                                          |
| Управління                                               | Управління                                               |                                                          | 14,2%                                                    | 14,2%                                                    |
| Бізнес, фінанси та адміністрування                       | Бізнес, фінанси та адміністрування                       |                                                          | 17,6%                                                    | 17,6%                                                    |
| Природничі та прикладні науки                            | Природничі та прикладні науки                            |                                                          | 8,7%                                                     | 8,7%                                                     |
| Охорона здоров'я                                         | Охорона здоров'я                                         |                                                          | 6,2%                                                     | 6,2%                                                     |
| Освіта, правозахист, муніципальні та урядові служби      | Освіта, правозахист, муніципальні та урядові служби      |                                                          | 14,4%                                                    | 14,4%                                                    |
| Мистецтво, культура, відпочинок та спорт                 | Мистецтво, культура, відпочинок та спорт                 |                                                          | 4,9%                                                     | 4,9%                                                     |
| Роздрібна торгівля та послуги                            | Роздрібна торгівля та послуги                            |                                                          | 20,8%                                                    | 20,8%                                                    |
| Гуртова торгівля, транспорт та обладнання                | Гуртова торгівля, транспорт та обладнання                |                                                          | 10,9%                                                    | 10,9%                                                    |
| Природні ресурси, сільське господарство                  | Природні ресурси, сільське господарство                  |                                                          | 0,8%                                                     | 0,8%                                                     |
| Виробництво                                              | Виробництво                                              |                                                          | 1,5%                                                     | 1,5%                                                     |

## Клімат
Середня річна температура становить 9,9°C, середня максимальна – 20,9°C, а середня мінімальна – -1,9°C. Середня річна кількість опадів – 2 207 мм.
| Клімат поселення                              | Клімат поселення | Клімат поселення | Клімат поселення | Клімат поселення | Клімат поселення | Клімат поселення | Клімат поселення | Клімат поселення | Клімат поселення | Клімат поселення | Клімат поселення | Клімат поселення | Клімат поселення |
| Показник                                      | Січ.             | Лют.             | Бер.             | Квіт.            | Трав.            | Черв.            | Лип.             | Серп.            | Вер.             | Жовт.            | Лист.            | Груд.            |                  |
| Середній максимум, °C                         | 7,01             | 9,01             | 10,94            | 13,50            | 16,88            | 19,52            | 20,48            | 20,89            | 18,03            | 13,22            | 8,76             | 5,84             |                  |
| Середня температура, °C                       | 2,57             | 4,56             | 6,50             | 9,05             | 12,45            | 15,08            | 17,41            | 17,84            | 14,98            | 10,17            | 5,69             | 2,77             |                  |
| Середній мінімум, °C                          | −1,88            | 0,11             | 2,05             | 4,59             | 8,00             | 10,64            | 14,36            | 14,79            | 11,93            | 7,11             | 2,64             | −0,27            |                  |
| Норма опадів, мм                              | 311              | 204              | 196              | 170              | 130              | 106              | 68               | 69               | 96               | 223              | 356              | 278              |                  |
| Середньомісячна швидкість вітру, м/с          | 3.12             | 3.02             | 3.11             | 2.93             | 2.82             | 2.82             | 2.73             | 2.51             | 2.29             | 2.52             | 3.10             | 3.16             |                  |
| Середньомісячна сонячна радіація, кДж/м²·день | 3092             | 6029             | 9840             | 14825            | 18426            | 19847            | 21192            | 18175            | 13005            | 7024             | 3495             | 2436             |                  |
| --------------------------------------------- | ---------------- | ---------------- | ---------------- | ---------------- | ---------------- | ---------------- | ---------------- | ---------------- | ---------------- | ---------------- | ---------------- | ---------------- | ---------------- |
| Джерело:                                      |                  |                  |                  |                  |                  |                  |                  |                  |                  |                  |                  |                  |                  |